# Yorkshire

Situering graafschap Yorkshire

Vlag van Yorkshire

Yorkshire is een traditioneel graafschap in het noorden van Engeland en met een oppervlakte van 15 000 km² met afstand het grootste traditionele graafschap van het Verenigd Koninkrijk. Vanwege zijn grootte zijn in de loop der tijd steeds meer functies overgeheveld naar lagere besturen. Ondanks talrijke territoriale wijzigingen in de afgelopen eeuwen behield Yorkshire zijn betekenis als geografische en culturele eenheid.
In Yorkshire wonen circa 5 miljoen mensen en het grootste deel van Yorkshire valt onder de regio Yorkshire and the Humber. Het symbool van Yorkshire is een witte roos van het Huis York.

## Geschiedenis
In 1974 werd het lokale overheidssysteem gewijzigd en werd Yorkshire verdeeld in:
- North Yorkshire (inclusief Yorkshires hoofdstad York alhoewel de hoofdstad van North Yorkshire Northallerton is)
- South Yorkshire
- West Yorkshire
- Humberside (inclusief delen van Lincolnshire), in 1996 opgedeeld in unitary authorities
- Cleveland, in 1996 opgedeeld in unitary authorities

## Cultuur
Een bindende factor voor de verschillende delen van Yorkshire is het Noord-Engelse dialect dat er gesproken wordt. Stereotiep voor Yorkshire is dat het lidwoord the als een ‘t’ wordt uitgesproken. Ook de oude persoonlijke voornaamwoorden thou en thee worden in Yorkshire nog gebezigd. Sedert 1975 wordt elk jaar op 1 augustus Yorkshire Day gevierd om de Yorkshire-identiteit in de kijker te plaatsen. Een bekend gerecht uit het graafschap is Yorkshire pudding, dat echter tegenwoordig in het hele Verenigd Koninkrijk verkrijgbaar is. Ook Yorkshire tea is een bekend ‘exportproduct’. Als volkslied van Yorkshire geldt On Ilkla Moor Baht 'at.
Het landschap varieert van een kustlandschap in het oosten tot de heuvels van het Peak District in het westen. In North Yorkshire vindt men het natuurreservaat van de Yorkshire Dales.

## Steden en plaatsen in Yorkshire
- Barnsley, Batley, Bedale, Beverley, Bingley, Bradford, Bridlington
- Castleford
- Dewsbury, Dinnington, Doncaster
- Filey
- Goathland, Grassington, Grosmont, Guisborough
- Harrogate, Halifax, Huddersfield
- Ilkley
- Keighley, Kingston upon Hull, Knaresborough
- Leeds
- Masham, Middlesbrough
- Northallerton
- Pickering
- Redcar, Ripon, Rotherham
- Scarborough, Sheffield, Skipton
- Thirsk, Thornaby-on-Tees
- Wakefield, Wetherby, Whitby, Withernsea
- York

## Nationale parken
- Yorkshire Dales National Park

## Afkomstig uit Yorkshire
- John Wyclif (1330-1384), bijbelvertaler
- Thomas Fairfax (1612-1671), edelman en legeraanvoerder
- James Cook (1728-1779), ontdekkingsreiziger
- Joseph Priestley (1733-1804), wijsgeer
- Dennis Priestley (1950), tweevoudig wereldkampioen darts
- Charlotte Brontë (1816-1855), schrijfster
- Emily Brontë (1818-1848), schrijfster
- Douglas Mawson (1882-1958), poolreiziger
- Harold Wilson (1916-1995), minister-president
- Henry Moore  (1898-1986), kunstenaar
- James Mason  (1909-1984), acteur
- Jeremy Clarkson (1960), presentator Top Gear
- James Milner  (1986), voetballer Liverpool F.C.
- Louis Tomlinson (1991), zanger in Brits/Ierse boyband One Direction
- Zayn Malik (1993), oud-zanger in Brits/Ierse boyband One Direction

Bedfordshire · Berkshire · Buckinghamshire · Cambridgeshire · Cheshire · Cornwall · Cumberland · Derbyshire · Devon · Dorset · Durham · Essex · Gloucestershire · Hampshire · Herefordshire · Hertfordshire · Huntingdonshire · Kent · Lancashire · Lincolnshire · Leicestershire · Middlesex · Norfolk · Northamptonshire · Northumberland · Nottinghamshire · Oxfordshire · Rutland · Shropshire · Somerset · Staffordshire · Suffolk · Surrey · Sussex · Warwickshire · Westmorland · Wiltshire · Worcestershire · Yorkshire
Overig: Stedelijke en niet-stedelijke graafschappen · Traditionele graafschappen